# Allach (concentratiekamp)

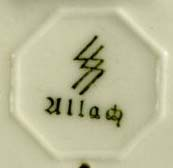
Merkteken

Allach was een Duitse porseleinfabriek en het was het grootste nevenkamp van Dachau.

## Geschiedenis

### Porselein
De porseleinfabriek werd in 1935 geopend in het kleine stadje Allach, niet ver van München. 
Heinrich Himmler kocht de fabriek een jaar later, hij wilde daar Duitse, perfecte kunst laten maken, vooral in de vorm van soldaten en dieren. Topartiesten uit heel Duitsland werden aangetrokken en wel 240 verschillende modellen werden gemaakt. Vanaf 1941 werden gevangenen uit Dachau als slaven op de fabriek tewerkgesteld. Ten slotte moest de fabriek uitbreiden en dit gebeurde in de buurt van Dachau. Ondertussen werd de fabriek verbouwd en gemoderniseerd. Met de val van het Derde Rijk sloot ook de fabriek.

### Concentratiekamp

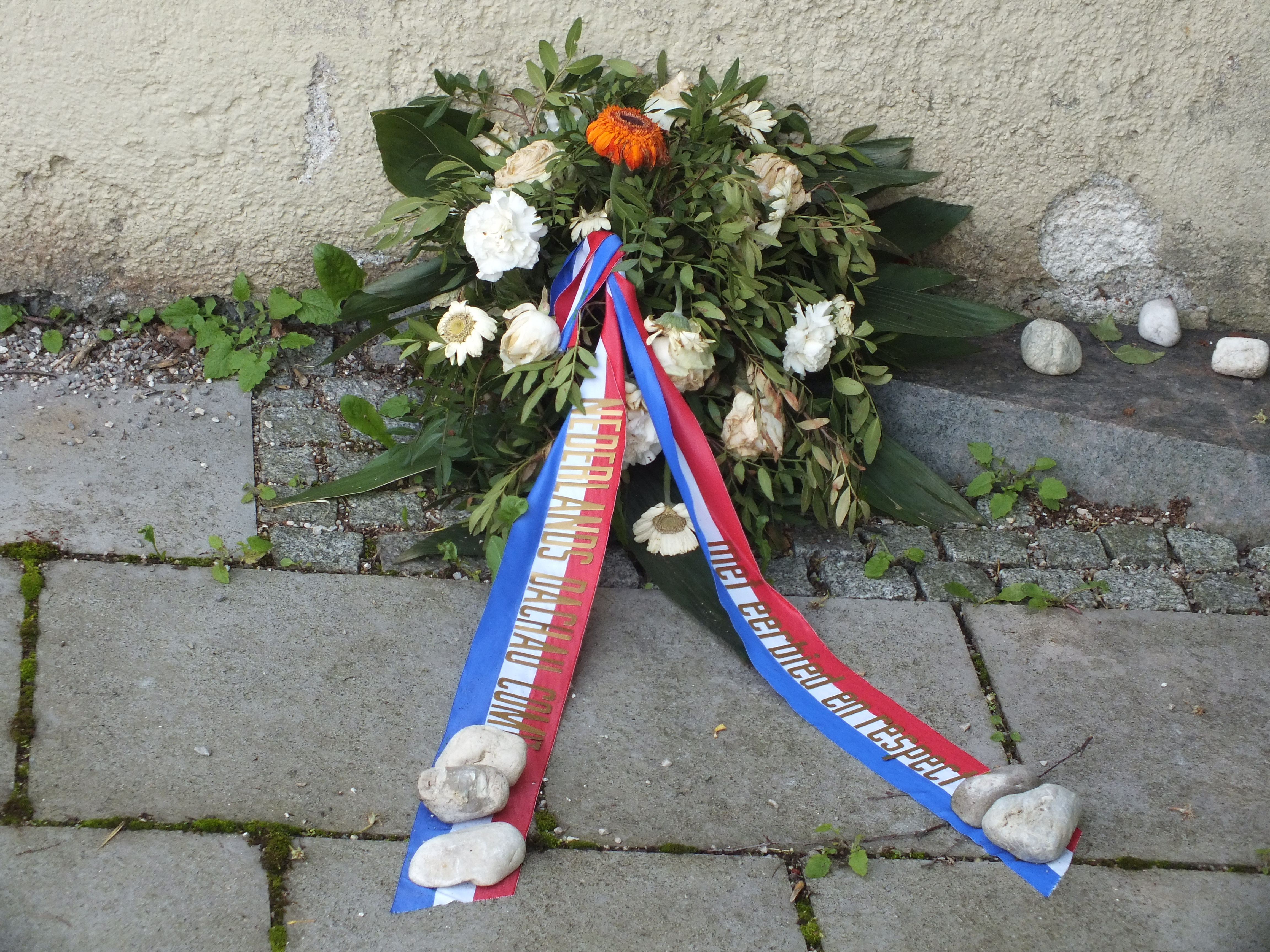
Herdenkingskrans voor de gestorven gevangenen van Allach.

Kamp Allach werd op 19 maart 1943 geopend. In het kamp werd niet alleen het Allach porselein gemaakt maar ook voor de Duitse oorlogsindustrie gewerkt. Er was een smederij waar zwaarden en dolken werden gemaakt. De smid gebruikte dezelfde SS-merktekens als op het porselein werden gebruikt. Verder leverde het kamp arbeiders aan de BMW-fabriek waar vliegtuigen werden geproduceerd en gerepareerd. 
De gevangenen werden gesplitst in mannen en vrouwen, maar ook in joden en niet-joden. Gemiddeld waren er 3500 mannen en 250 vrouwen, maar de aantallen schommelden. Net als veel andere kampen maakte Allach gebruik van Stehbunkers, die nog kleiner waren dan die in Dachau.

### Bevrijding
De gevangenen van Dachau werden op 29 april 1945 bevrijd en de gevangenen van Allach op 30 april. De gevangenen die kort daarvoor overleden, werden op de Leitenberg begraven.

## Namenlijst
Gevangenen van dit kamp die in Wikipedia zijn beschreven:
- Boris Kobe (1905-1981)
- Oscar Mohr, Nacht und Nebel gevangene nr 100650

Pim Boellaard en Oscar Mohr werden met 80 kampgenoten in een goederenwagon vervoerd van Natzweiler naar Dachau en kregen daardoor toevallig een opvolgend kampnummer.